# Østfyn
Østfyn betegner den østlige del af Fyn og dækker over et ca. 35 km. langt område langs kysten fra Kerteminde i nord over Nyborg til Hesselager i syd.
Området er karakteriseret ved det særlige tørre Storebæltsklima; solen skinner mere, og det regner mindre end det gennemsnitligt gør i Danmark.
Administrativt hører størstedelen af området under Kerteminde Kommune og Nyborg Kommune, mens den sydligste del, der samtidig danner grænsen mod Sydfyn, hører til Svendborg Kommune.
- Dialekt østfynsk Arkiveret 6. marts 2014 hos  Wayback Machine